# Gneu Hosidi Geta
Gneu Hosidi Geta (en llatí Cnaeus Hosidius Geta) va ser un magistrat romà del segle i. Va ser propretor de Numídia amb l'emperador Claudi l'any 42.
Va derrotar a un cap amazic de nom Sabalus, però les seves forces van patir greument per manca d'aigua. Hosidi Geta dubtava entre retirar-se o seguir i un númida li va aconsellar invocar la màgia per obtenir pluja. Es va fer l'intent i va ploure i va poder seguir fins a obtenir la rendició de Sabalus, que va ser ràpida, ja que aquest, assabentat del fet, el considerava un home amb poders màgics.
Va ser legat d'Aule Plauci a la conquesta romana de Britànnia on va derrotar els britons i va obtenir ornaments triomfals.
L'any 49 va ser cònsol sufecte.